# IC 552
IC 552 је лентикуларна галаксија у сазвјежђу Лав која се налази на листи објеката дубоког неба у Индекс каталогу.
Деклинација објекта је + 10° 38' 50" а ректасцензија 9h 41m 16,5s. Привидна величина (магнитуда) објекта IC 552 износи 13,4 а фотографска магнитуда 14,4. IC 552 је још познат и под ознакама UGC 5171, MCG 2-25-17, CGCG 63-38, PGC 27665.